# Малинівська сільська рада (Гощанський район)
Мали́нівська сільська́ ра́да — орган місцевого самоврядування в Гощанському районі Рівненської області. Адміністративний центр — село Малинівка.

## Загальні відомості
- Малинівська сільська рада утворена в 1940 році.
- Територія ради: 21,221 км²
- Населення ради: 908 осіб (станом на 2001 рік)

## Населені пункти
Сільській раді підпорядковані населені пункти:
- с. Малинівка
- с. Воронів

## Історія
Рівненська обласна рада рішенням від 20 червня 2014 року у Гощанському районі виключила з облікових даних село Діброва Малинівської сільради.

## Склад ради
Рада складається з 14 депутатів та голови.
- Голова ради: Пивоварчук Олена Петрівна
- Секретар ради: Семенюк Світлана Карлівна

### Керівний склад попередніх скликань
| ПІБ                       | Основні відомості                                                                      | Дата обрання | Дата звільнення |
| ------------------------- | -------------------------------------------------------------------------------------- | ------------ | --------------- |
| Пивоварчук Олена Петрівна | Сільський голова, 1965 року народження, освіта, Всеукраїнське об'єднання «Батьківщина» | 26.03.2006   | 31.10.2010      |
| Пивоварчук Олена Петрівна | Сільський голова, 1965 року народження                                                 | 31.10.2010   |                 |

Примітка: таблиця складена за даними сайту Верховної Ради України